# Кривчиковское сельское поселение
Кривчиковское се́льское поселе́ние — муниципальное образование в Кромском районе Орловской области России.
Административный центр — село Кривчиково.
Создано в 2004 году в границах одноимённого сельсовета. Расположено на востоке района.

## Население
| 2010 | 2012 | 2013 | 2014 | 2015 | 2016 | 2017 |
| ---- | ---- | ---- | ---- | ---- | ---- | ---- |
| 493  | ↘489 | ↗497 | ↗505 | ↘482 | →482 | ↘477 |
| 2018 | 2019 | 2020 | 2021 | 2023 |      |      |
| ↗483 | ↘463 | ↘443 | ↗629 | ↘623 |      |      |

## Населённые пункты
В состав сельского поселения (сельсовета) входят 9 населённых пунктов:
| № | Населённый пункт | Тип     | Население (чел.) |
| - | ---------------- | ------- | ---------------- |
| 1 | Александровский  | хутор   | 1                |
| 2 | Большое Рыжково  | деревня | 6                |
| 3 | Зиновеевка       | деревня | 0                |
| 4 | Кривчиково       | село    | ↘119             |
| 5 | Ново-Ивановский  | посёлок | 44               |
| 6 | Отрада           | посёлок | 5                |
| 7 | Пашково          | деревня | 17               |
| 8 | Сухочево         | деревня | ↘78              |
| 9 | Шумаково         | деревня | ↘221             |